# Liste des tribunaux des Hauts-de-Seine
Les juridictions des Hauts-de-Seine : 
- le Tribunal judiciaire de Nanterre (ex-tribunal de grande instance);
- les tribunaux de proximité (ex-tribunaux d’instance) d'Antony, Boulogne-Billancourt, Clichy, Colombes, Courbevoie, Levallois-Perret, Neuilly-sur-Seine, Puteaux et Vanves ;
- les conseils de prud’hommes de Boulogne-Billancourt et de Nanterre ;
- le tribunal de commerce de Nanterre.

Les appels des décisions rendues par les juridictions des Hauts-de-Seine sont portés devant la cour d'appel de Versailles. 
Les affaires relevant du droit administratif sont quant à elles évoquées devant le tribunal administratif de Cergy-Pontoise depuis le 1er janvier 2010.